# Traugott Herr
Traugott Herr (Weferlingen, 16 september 1890 - Achterwehr, 13 april 1976) was een Duits generaal tijdens de Tweede Wereldoorlog. Hij voerde diverse commando's en bereikte de rang General der Panzertruppe.

## Biografie
Op 18 april 1911 trad Herr in in het fuselier-regiment Prinz Heinrich von Preußen (Nr 35) in Brandenburg an der Havel. Hij volgde van oktober 1911 tot juli 1912 een officiersopleiding in Glogau, waarna hij als luitenant het bevel voerde over de 9e compagnie van zijn regiment. Bij het uitbreken van de Eerste Wereldoorlog werd Herr aan het westfront ingezet en raakte daar twee keer gewond. Na het einde van de Eerste Wereldoorlog werd hij opgenomen in de Reichswehr, waar hij diverse commando's uitvoerde en zich bekwaamde in gemotoriseerde techniek. Herr werd ook ingezet als leraar tactiek aan de infanterieschool in Dresden van 1 juli 1933 tot 1 januari 1937.
Bij het begin van de Tweede Wereldoorlog nam Herr als commandant van het gemotoriseerde 66e infanterieregiment, onderdeel van de 13. Infanterie-Division, deel aan de inval van Polen en aan het westfront in 1940. Op 14 oktober 1940 nam Herr het commando over van de Schützen-Brigade 13, een voorloper van de pantsergrenadiers, en was met deze eenheid als onderdeel van de 13e Pantserdivisie betrokken bij Operatie Barbarossa. Vanaf 1 december 1941 werd hij commandant van de 13. Panzer-Division. Bij gevechten in de Noord-Kaukasus in oktober 1942 raakte Herr zwaargewond door een granaatsplinter in zijn hoofd. Na zijn herstel werd hij in de Führerreserve geplaatst. In juni 1943 werd hij naar Heeresgruppe D uitgezonden om de leiding van de LXXVI. Armeekorps (76e Legerkorps) op zich te nemen, die later omgezet werd in LXVI. Panzerkorps (76e Pantserkorps). Hierbij werd Herr bevorderd tot General der Panzertruppe. Van 28 februari tot 16 april 1944 gaf hij kortstondig zijn commando op; het is niet bekend om welke redenen dit is gebeurd.
Op 24 november 1944 werd Herr kortstondig de bevelhebber van de 14. Armee (14e Leger). Al op 4 december van dat jaar onderging hij een noodzakelijke operatie aan zijn hoofd als gevolg van de opgelopen verwonding in Rusland, waarop hij na herstel weer in de Führerreserve werd geplaatst. Vanaf 15 februari 1945 voerde Herr de commando van de 10. Armee (10e Leger), dat ingezet werd aan het Italiaanse front. Daar werd Herr op 2 mei 1945 door de Britten gevangengenomen en hij zat tot mei 1948 in krijgsgevangenschap.

## Militaire loopbaan
- General der Panzertruppe: 1 september 1943[2]
- Generalleutnant: 15 februari 1943[2]
- Generalmajor: 1 april 1942[2]
- Oberst: 1 augustus 1939[2]
- Oberstleutnant: 1 oktober 1936[2]
- Major: 1 juni 1934[2]
- Hauptmann: 1 januari 1926[2]
- Oberleutnant: 28 november 1917[2]
- Leutnant: 18 augustus 1912[2]
- Fähnrich: 19 december 1911[2]
- Fahnenjunker-Unteroffizier: 9 augustus 1911[2]
- Fahnenjunker (aspirant-officier): 18 april 1911[1][2]

- Opmerking: de rang van Generalmajor is vergelijkbaar met die van een hedendaagse Brigadegeneraal (OF-6). Het Duitse leger (Heer) kende tijdens de Tweede Wereldoorlog geen rang van een Brigadegeneraal, waardoor de eerste generaalsrang een Generalmajor was. Het naoorlogse Duitse leger kent overigens wel volgens de NAVO schaal een Brigadegeneraal als eerste generaalsrang.

## Decoraties
Selectie:
- Ridderkruis van het IJzeren Kruis op 2 oktober 1941 als Oberst en bevelhebber van de Schützen-Brigade 13[7][8][1][2]
- Ridderkruis van het IJzeren Kruis met Eikenloof (nr.110) op 9 augustus 1942 als Generalmajor en Commandant van de 13. Panzer-Division[7][9][1][2]
- Ridderkruis van het IJzeren Kruis met Eikenloof en Zwaarden (nr.117) op 18 december 1944 als General der Panzertruppe en Commandant van het 76e Pantserkorps[7][10][1][2]
- IJzeren Kruis 1914, 1e Klasse (21 oktober 1915)[2] en 2e Klasse (14 september 1914)[2][7][11][12][1]
- Dienstonderscheiding van Leger en Marine voor (25 dienstjaren)[1][2]
- Panzerkampfabzeichen in zilver[1][2]
- Medaille Winterschlacht im Osten 1941/42 op 3 augustus 1942[1][2]
- Herhalingsgesp bij IJzeren Kruis 1939, 1e Klasse (12 mei 1940)[2] en 2e Klasse (24 september 1939)[2][7][12][1]
- Gewondeninsigne 1918 in zwart[11][2]
- Hij werd twee keer genoemd in het Wehrmachtsbericht. Dat gebeurde op:
- 24 juni 1944[13][7][1][2]
- 22 september 1944[14][7][1][2]